# Tour de l'or blanc
Le Tour de l'or blanc est une course cycliste par étapes organisée en Côte d'Ivoire depuis 2000. Sa 8e édition a eu lieu en 2007 et a été remportée par Lokossué Kouamé. Elle a également été marquée par l'exploit de Pamoussou Souleymane qui a remporté 5 des 8 étapes de l'épreuve.
En 2007, et en raison de la guerre civile qui sévit dans le pays depuis 2002, sa dernière étape a eu lieu à Yamoussoukro, capitale au centre du pays, et non pas dans le nord, véritable pays du coton, comme d'habitude. L'épreuve a retrouvé le nord du pays à l'occasion de l'édition 2008. Cette édition a été marquée par l'exploit de Sawadogo Abdul Wahab, ancien vainqueur du Tour du Faso, qui a remporté 5 des 12 étapes de l'épreuve.
L'édition 2016 voit la domination totale de Bassirou Konté, qui remporte le classement général et les 7 étapes au programme.

## Édition 2008
- Vainqueurs d'étapes : Sawadogo Abdul Wahab (5), Alfred Nikiéma, Fofana Issiaka, Samandoulgou Mahamadi.

## Palmarès
| Année | Vainqueur             | Deuxième             | Troisième         |
| ----- | --------------------- | -------------------- | ----------------- |
| 2000  | Hamado Pafadnam       |                      |                   |
| 2001  | Hamado Pafadnam       |                      |                   |
| 2005  | Sylvain Tanga Ilboudo | Ahmed Ouédraogo      |                   |
| 2006  | Ahmed Ouédraogo       | Inoussa Guébré       | Kouamé Lokossué   |
| 2007  | Kouamé Lokossué       | Souleymane Pamoussou |                   |
| 2008  | Issiaka Fofana        | Houdo Sawadogo       | Kouamé Lokossué   |
| 2009  | Bassirou Konté        |                      |                   |
| 2010  | Inoussa Guébré        | Hamidou Sankara      | Mamadou Coulibaly |
| 2011  | pas de course         | pas de course        | pas de course     |
| 2012  | Inoussa Guébré        | Ahmed Ouédraogo      | Claver Kouamé     |
| 2016  | Bassirou Konté        | Hamidou Sankara      | Daniel Kabré      |